# Zeche Carolinenglück
Die Zeche Carolinenglück (bis 1870 Zeche Glückauf) war ein Steinkohlen-Bergwerk im heutigen Bochumer Stadtteil Hamme nahe dem Ruhrschnellweg, der heutigen A 40.
Im Jahre 1844 wurden erstmals Probebohrungen auf dem Gelände durchgeführt. In einer Tiefe von 41 Metern und 52 Metern wurden Kohlevorkommen entdeckt. Daraufhin wurde eine Mutung, also ein Antrag auf ein Grubenfeld gestellt.

## Teufbeginn
1847 konnte mit dem Abteufen begonnen werden. Die Zeche war eine der ersten, die das harte Mergelgestein durchbrach, um in größeren Tiefen Kohle abbauen zu können. 1848 wurde die Karbonschicht in einer Tiefe von 42 Metern erreicht. 1850 wurde die erste Sohle in einer Tiefe von 100 Metern und eine zweite Sohle in einer Tiefe von 127 Metern eingerichtet. Der Förderbeginn erfolgte im selben Jahr.
1854 kam die dritte Sohle in einer Tiefe von 185 Metern hinzu. 1855 wurde eine Fördermenge von 31.657 Tonnen Kohle mit 340 Beschäftigten erreicht. 1862 wurde die vierte Sohle in einer Tiefe von 250 Metern ausgerichtet und die Erlaubnis zur Seilfahrt wurde gewährt. 1869 erfolgte ein Wassereinbruch (Mergelwasser) und die Zeche wurde bis zur zweiten Sohle überflutet. Die Förderung musste daher eingestellt werden und die Zeche ging, während der Abpumparbeiten (dem sog. Sümpfen) in Konkurs. 1870 erfolgte ein Besitzerwechsel und das Sümpfen konnte abgeschlossen werden. Im selben Jahr noch begannen erneut die Abbauarbeiten mit 315 Beschäftigten, die 30.664 Tonnen Kohle ans Tageslicht brachten. 1881 wurde eine neu gebaute Kokerei auf dem Carolinenglück-Gelände in Betrieb genommen.
Die gemeinsam von den Zechen Carolinenglück, Hannover und Rheinelbe errichtete Anschlussbahn zum Bahnhof Gelsenkirchen der Cöln-Mindener Eisenbahn-Gesellschaft (CME) wurde am 12. März 1859 in Betrieb genommen. Gleisanschlüsse zur Rheinischen Eisenbahn-Gesellschaft (RhE) zu den Bahnhöfen Präsident (Inbetriebnahme 1874) und Wattenscheid-Hörde (Inbetriebnahme am 22. Mai 1876) folgten. Am 27. April 1929 wurde die Anschlussbahn von der Strecke der Carolinenglücker Bahn zur Hafenbahn Grimberg in Betrieb genommen.
Am 17. Februar 1898 kam es zu dem bis dato schwersten Grubenunglück im Ruhrbergbau. Eine Schlagwetterexplosion kostete 116 Kumpel das Leben. Sie wurden auf dem Friedhof Hamme beerdigt. Ein Denkmal wurde zu einer unbekannten Zeit abgerissen, und durch einen neuen Gedenkstein 1987 ersetzt.

## Das 20. Jahrhundert
1900 erwarb der Bochumer Verein die Zeche. Mittlerweile arbeiteten dort 971 Menschen und es wurden 253.697 Tonnen Steinkohle gefördert. 1907–1908 errichtete der Verein die Glückauf-Siedlung um mehr Wohnraum für die Belegschaft bereitzustellen. 1913 arbeiteten auf der Zeche Carolinenglück bereits 2.151 Menschen und förderten 610.668 Tonnen Kohle. 1915 schrumpfte die Fördermenge allerdings auf 480.624 Tonnen Kohle mit 1.690 Beschäftigten. Im Jahr 1929 wurde die höchste Fördermenge mit 807.500 Tonnen Kohle erreicht. In diesem Jahr arbeiteten auf der Zeche 2.875 Menschen. 1937 wurden die neunte Sohle auf 950 Metern und die zehnte Sohle auf 1.076 Metern eingerichtet. Die Kokerei wurde zur Großkokerei mit 210 Öfen und umfangreichen Nebengewinnungsanlagen ausgebaut – die Benzolwäsche auf Carolinenglück verarbeitete das gesamte Rohbenzol der Gruppe Bochum sowie der Friedrich Wilhelms-Hütte, in der Teerdestillation wurde der gesamte Teer der Gelsenkirchener Bergwerks-AG verwertet.
1945 entstanden schwere Schäden durch den Zweiten Weltkrieg. Es konnten jedoch trotz widriger Umstände 102.244 Tonnen Kohle mit 1.536 Beschäftigten gefördert werden. 1955 erreichte die Fördermenge 408.000 Tonnen Kohle bei 2.566 Beschäftigten. 1963 wurden mit nur 1.497 Beschäftigten 488.240 Tonnen Kohle gefördert. Die Zeche wurde am 31. Mai 1964 stillgelegt. 1968 wurde auch die Kokerei auf dem Werksgelände stillgelegt und abgerissen, da die Hochöfen des Bochumer Vereins ausgeblasen wurden. Wenig später wird auch die von der Rütgerswerke und Teerverwertung AG betriebene Teerdestillation, die zuletzt noch Rohteer von umliegenden Kokereien verarbeitete, stillgelegt.

## Heutige Nutzung
Heute erinnert an sie – außer dem gleichnamigen Gewerbegebiet – nur noch das 1912 über Schacht 3 errichtete Strebengerüst der Bauart Zschetzsche sowie der 1856 über Schacht 2 errichtete und durch Umbauten veränderte Malakow-Turm. Beide Schächte werden heute zur Zentralen Wasserhaltung genutzt. Das hier abgepumpte Grubenwasser stammt aus stillgelegten Grubenfeldern im Bochumer Norden, in Herne, Castrop-Rauxel, Waltrop und Lünen. Durch das ehemalige Zechengelände führte die Erzbahn, die in diesem Teil auf eine Zechenanschlussbahn der 1850er Jahre zurückgeht. Heute verläuft auf ihr der Radweg von der Jahrhunderthalle in Bochum zum ehemaligen Erzhafen Grimberg am Rhein-Herne-Kanal.
Die Schutzbrücke der Koksseilbahn zur Versorgung der Hochöfen des Bochumer Vereins über die A 40 wurde als letztes Relikt des Kokereibetriebs am 16. Oktober 2010 abgerissen.

## Lage der Schächte
- Schacht 1, ungefähre Lage (unter der heutigen Bundesautobahn 40): 51° 29′ 16,1″ N, 7° 11′ 4,6″ O, ab 1850 in Betrieb, 1946 verfüllt
- Wetterschacht, ungefähre Lage: 51° 29′ 37,3″ N, 7° 10′ 49,4″ O, ab 1873 in Betrieb, 1912 verfüllt
- Schacht 2: 51° 29′ 35,5″ N, 7° 10′ 49,1″ O, ab 1891 in Betrieb, 1964 stillgelegt, zur Wasserhaltung in Betrieb
- Schacht 3: 51° 29′ 34,4″ N, 7° 10′ 51,2″ O, ab 1912 in Betrieb, 1964 stillgelegt, zur Wasserhaltung in Betrieb

## Bilder

Fassadendetail an einem Gebäude der Zeche
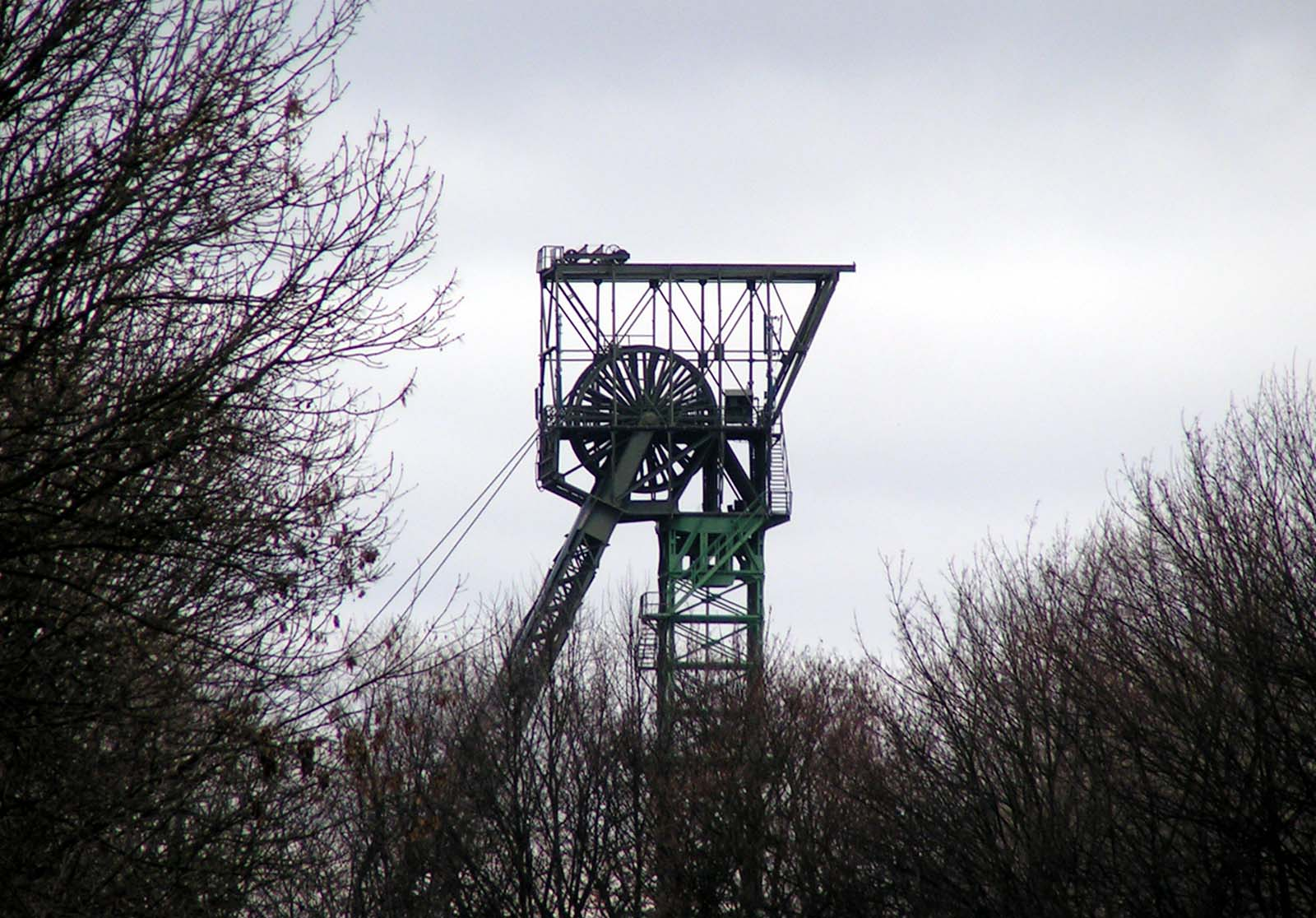
Förderturm der Zeche Carolinenglück in Hamme
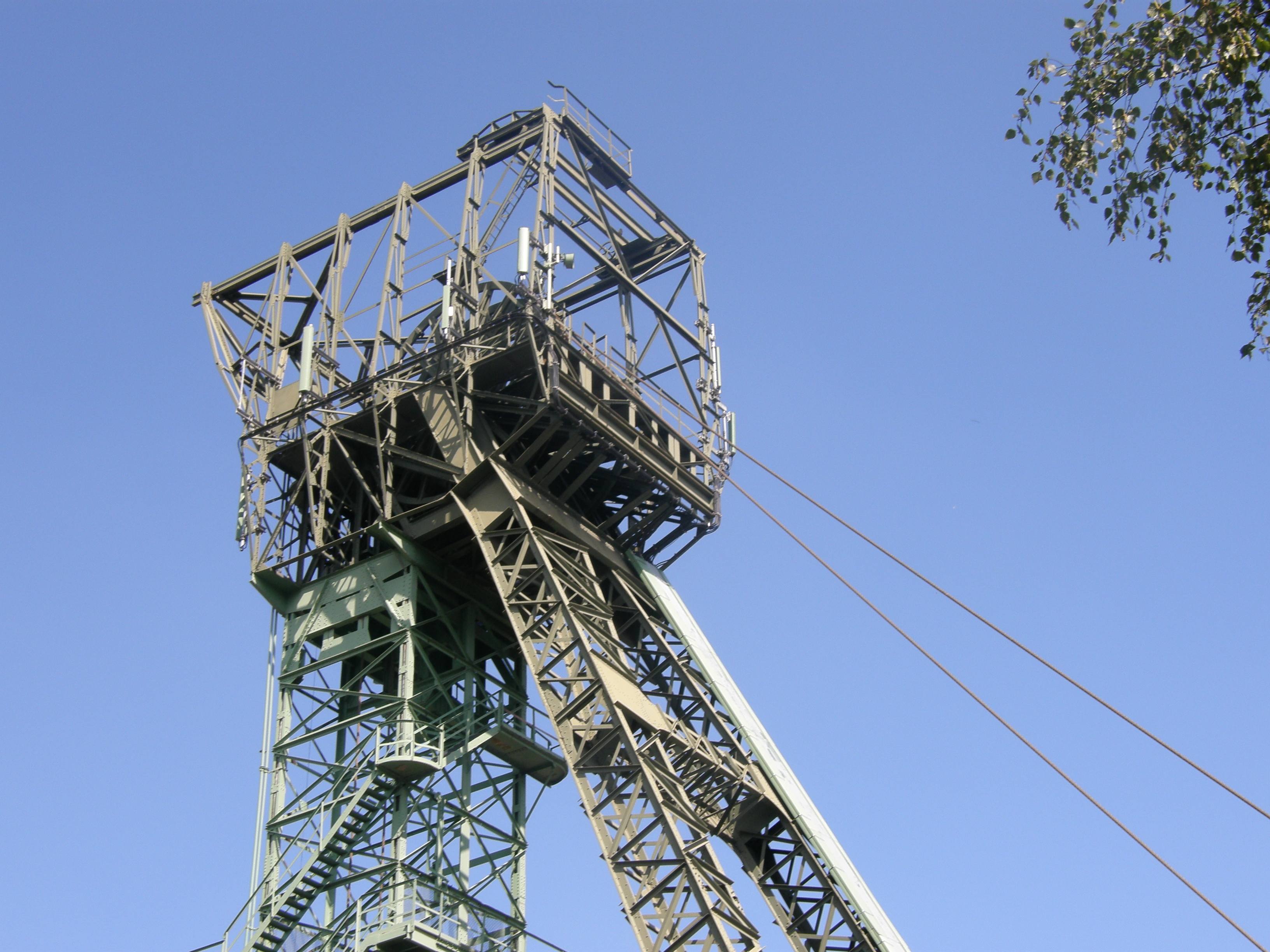
Das Fördergerüst ist neben dem von Schacht 1 der Zeche Sterkrade in Oberhausen das einzige im Ruhrgebiet erhaltene Gerüst der Bauart Zschetzsche.
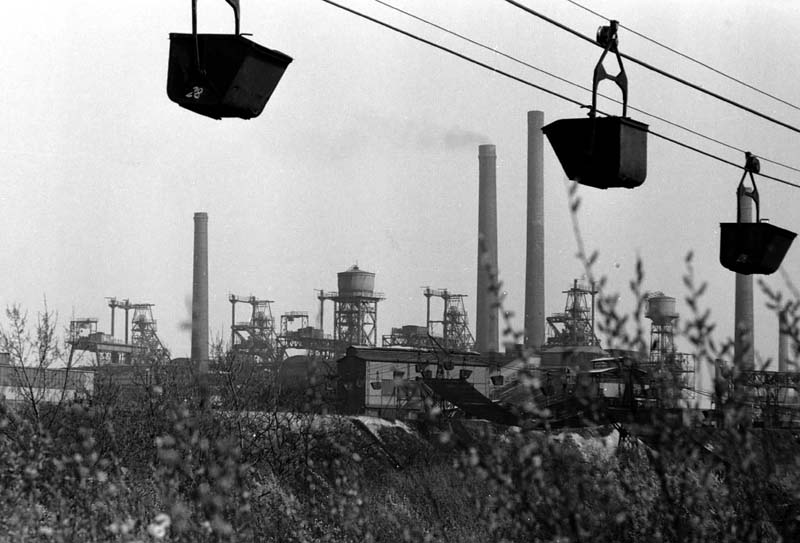
Koksseilbahn von Zeche Carolinenglück zum Bochumer Verein
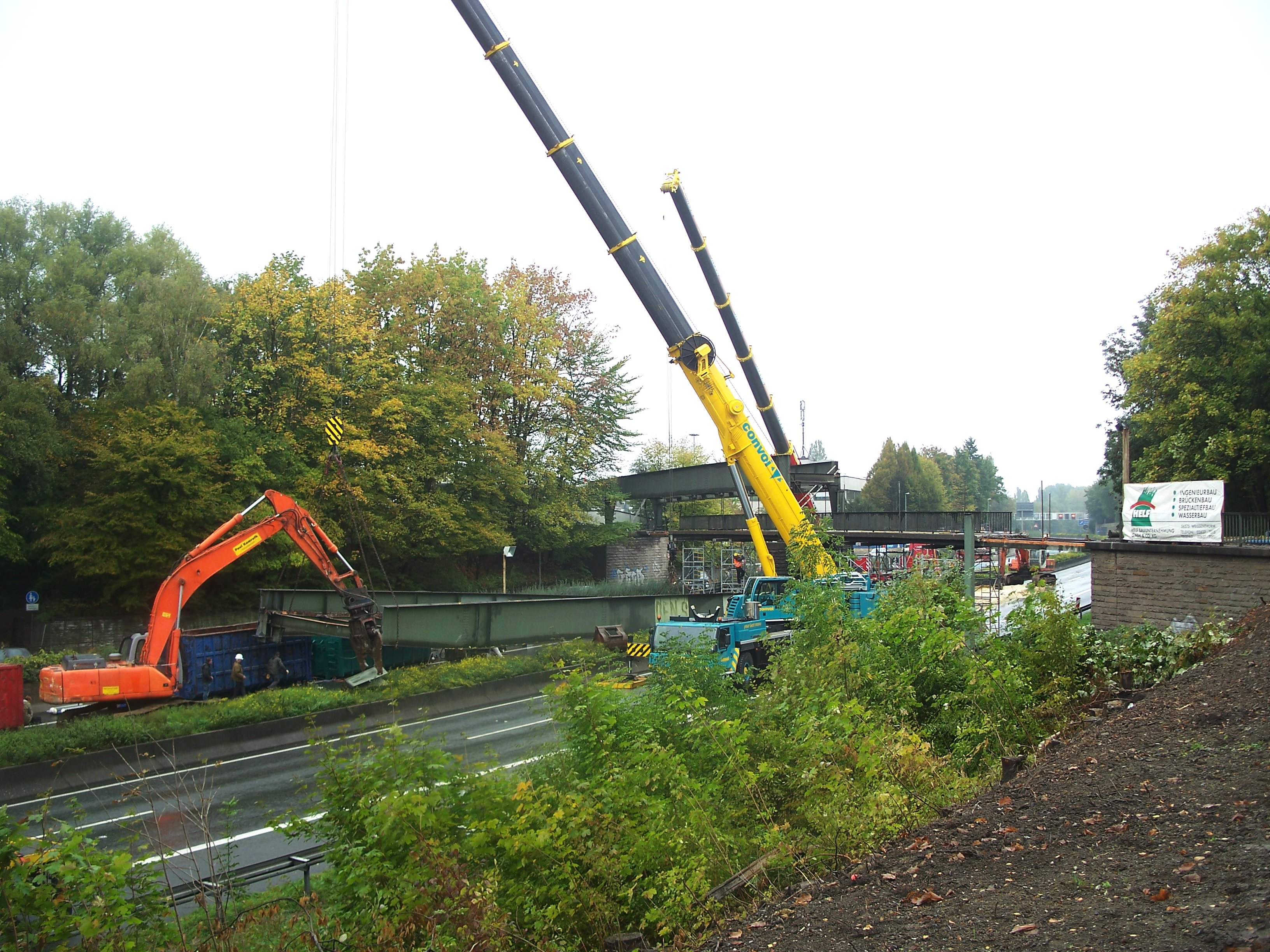
Abriss der Seilbahnschutzbrücke mit Fußgängersteg am 16. Oktober 2010